# Comblain Jazz Festival
Le Comblain Jazz Festival est un festival de jazz qui s'est tenu dans le village de Comblain-la-Tour faisant partie de la commune de Hamoir en Belgique (province de Liège), de 1959 à 1966 et de 2009 à 2016. Durant les années 1960, ce festival, qui a aussi accueilli des artistes de variétés, a joui d'une grande renommée.

## Historique
Durant huit années, entre 1959 et 1966, à l'initiative de Joe Napoli, un G.I. qui y vécut l'Offensive von Rundstedt, le village de Comblain-la-Tour s’est transformé en un des plus hauts lieux du jazz du monde entier. Joe Napoli était soutenu par les journalistes liégeois Nicolas Dor, Jean-Marie Peterken, Raymond Arets et Willy Henroteaux. Le lieu était le terrain de football et les prairies avoisinantes, en rive gauche de l'Ourthe. Sur l'affiche de la première édition de 1959, on peut lire que "les profits serviront à la reconstruction de l'église et au bénéfice des œuvres de la commune". Dans les années 1960, le festival commençait parfois fin juillet ou début août.

## Festival de 1959 à 1966
Le festival se déroule sur un jour en 1959 (le 2 août) puis sur deux jours de 1960 à 1966. De grands artistes de jazz s'y sont produits. Parmi lesquels, on peut citer Jacques Pelzer, Chet Baker et les débuts du jeune Philip Catherine en 1959, John Tchicai et Chet Baker en 1960, Bud Powell, Chris Barber, Benoît Quersin, Tete Montoliu, René Thomas et Kenny Clarke en 1961, Stéphane Grappelli et Cannonball Adderley en 1962, Jimmy Smith, Curtis Jones et Bud Shank en 1963, Ray Charles, Bill Evans, John Dankworth avec Big Band et Zbigniew Namysłowski en 1964, John Coltrane, Woody Herman avec big band, Nina Simone en 1965, Archie Shepp, Earl Hines, Memphis Slim et Stan Getz en 1966. Des musiciens de jazz belges étaient également présents comme Bobby Jaspar, Léo Fléchet et André Brasseur.  
Devenu un événement musical de référence rassemblant annuellement jusqu'à 40 000 personnes en deux jours, le festival accueille aussi d'autres vedettes du show-business comme Charles Aznavour et Petula Clark en 1960, Sacha Distel en 1961, Sylvie Vartan en 1962, Salvatore Adamo en 1963 et Roger Moore en 1965. En 1966, la concurrence du rock et de la pop devient trop grande et sonne la fin de l’aventure de ce festival, l'un des plus grands rassemblements musicaux belges des années soixante.

## Festival de 2009 à 2016
Le festival fut relancé en 2009 à l'occasion du cinquantième anniversaire de la première édition. Il se tenait dans la parc Biron, au centre de la localité et en rive droite de l'Ourthe. Entre 2009 et 2016, une pléiade d'artistes se sont produits. Parmi lesquels : Steve Houben, Philip Catherine, Archie Shepp, Lee Konitz, Toots Thielemans, Gonzalo Rubalcaba, Richard Galliano, Lucky Peterson, Éric Legnini, Tigran Hamasyan, Aly Keita, Tinariwen, Dobet Gnahoré, Beverly Jo Scott, Pierrick Pédron, Chico Freeman, McCoy Tyner, Esperanza Spalding, Marcus Miller, Bojan Z, Tchavolo Schmitt, Michel Portal, Richard Bona, Lionel Loueke, Erik Truffaz, Boney Fields et Angelo Debarre.
Ce festival des années 2000 rencontre un beau succès d'estime mais la présence du public n'est en rien comparable avec les assistances des années 1960. Faute de moyens, il n'est plus organisé depuis 2017.
En 2023, Le Jazz animation Gouvy, l’Office du Tourisme avec le soutien de la commune de Hamoir et le syndicat d’initiative de Comblain-la-Tour ont relancé le festival. Il a été annulé en 2024.

## Hommage
Une statue représentant trois jazzmen se trouve devant la gare SNCB de Comblain-la-Tour. Cette statue en polyester modelé date de la 6e édition en 1964 et est l'œuvre de Georges Polus. Elle s'appelle : Jazzmen. et représente de gauche à droite, un saxophoniste, un trompettiste et un contrebassiste.

## Galerie

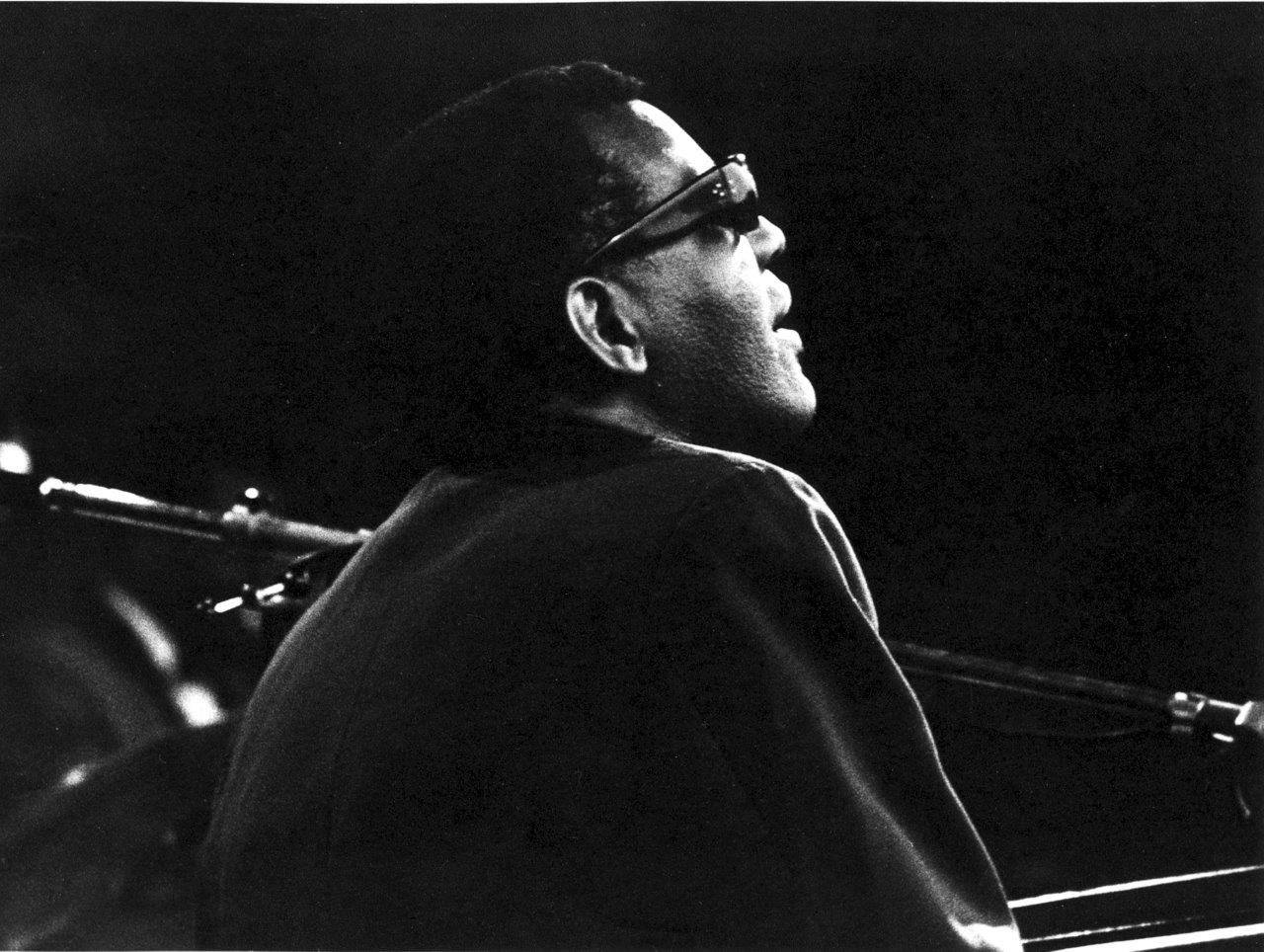
Ray Charles au festival de jazz de Comblain-la-Tour en 1964
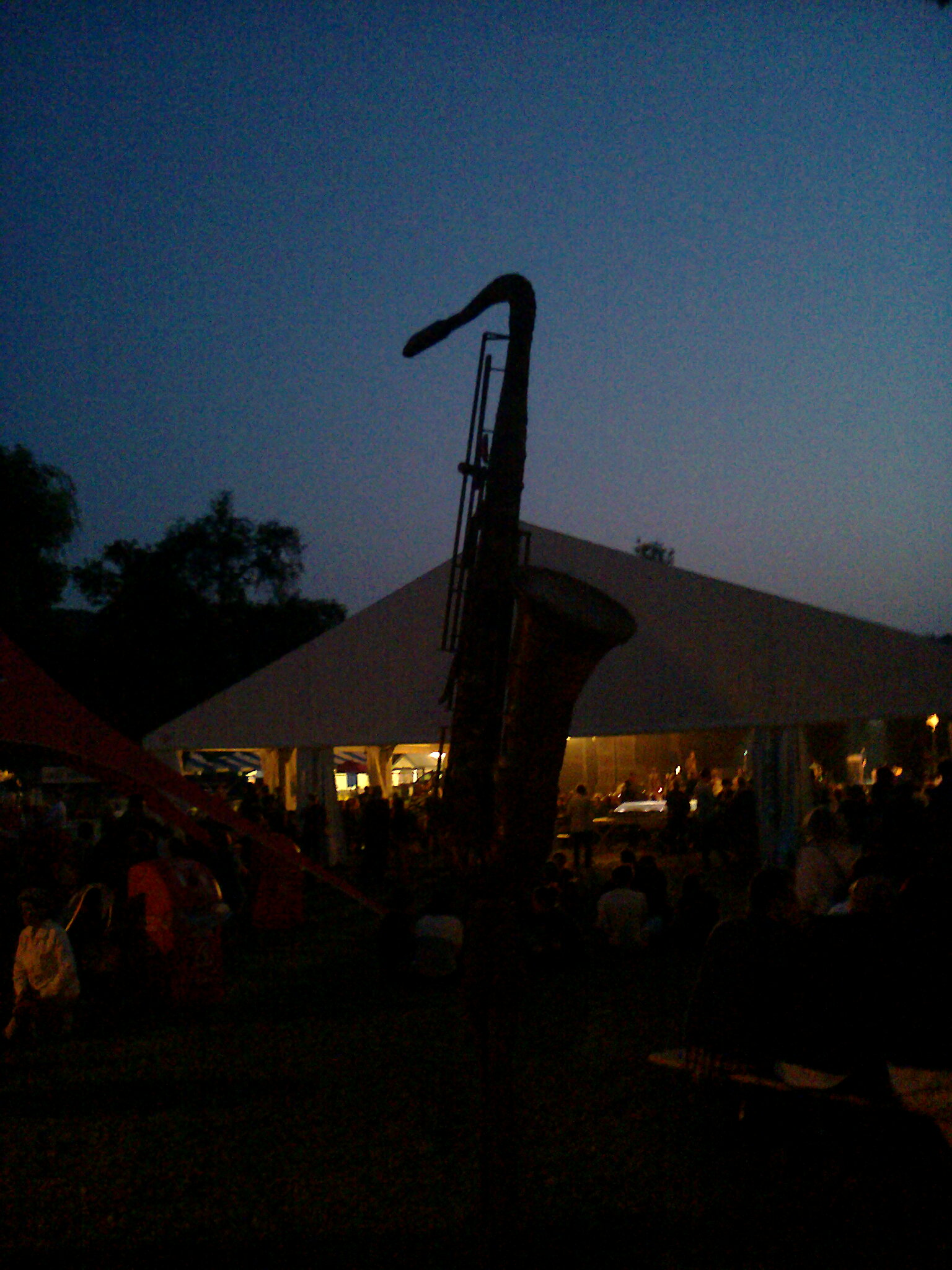
Soirée estivale au festival de jazz en 2013
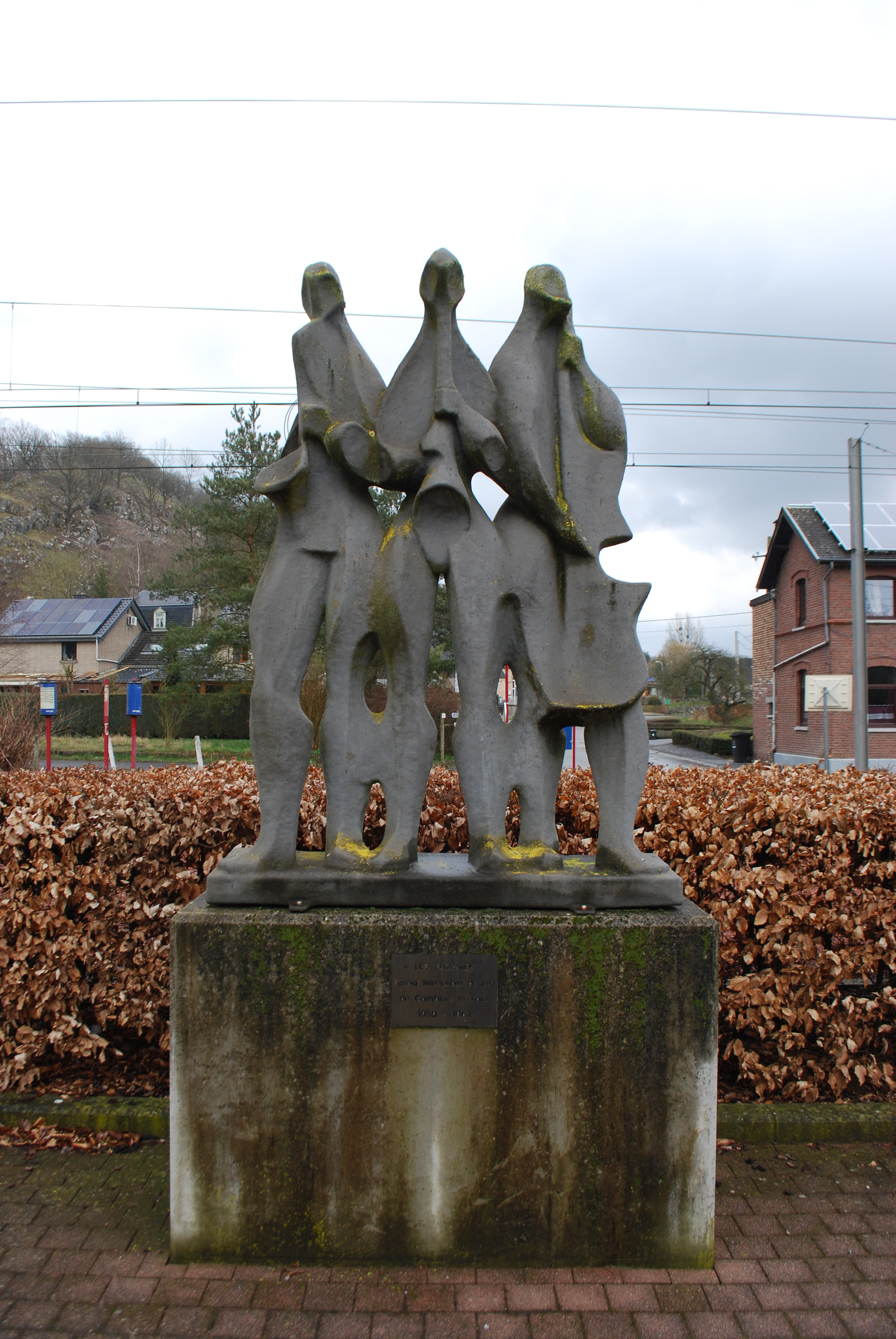
Sculpture Jazzmen devant la gare de Comblain-la-Tour